# فرودگاه بین‌المللی ناریتا

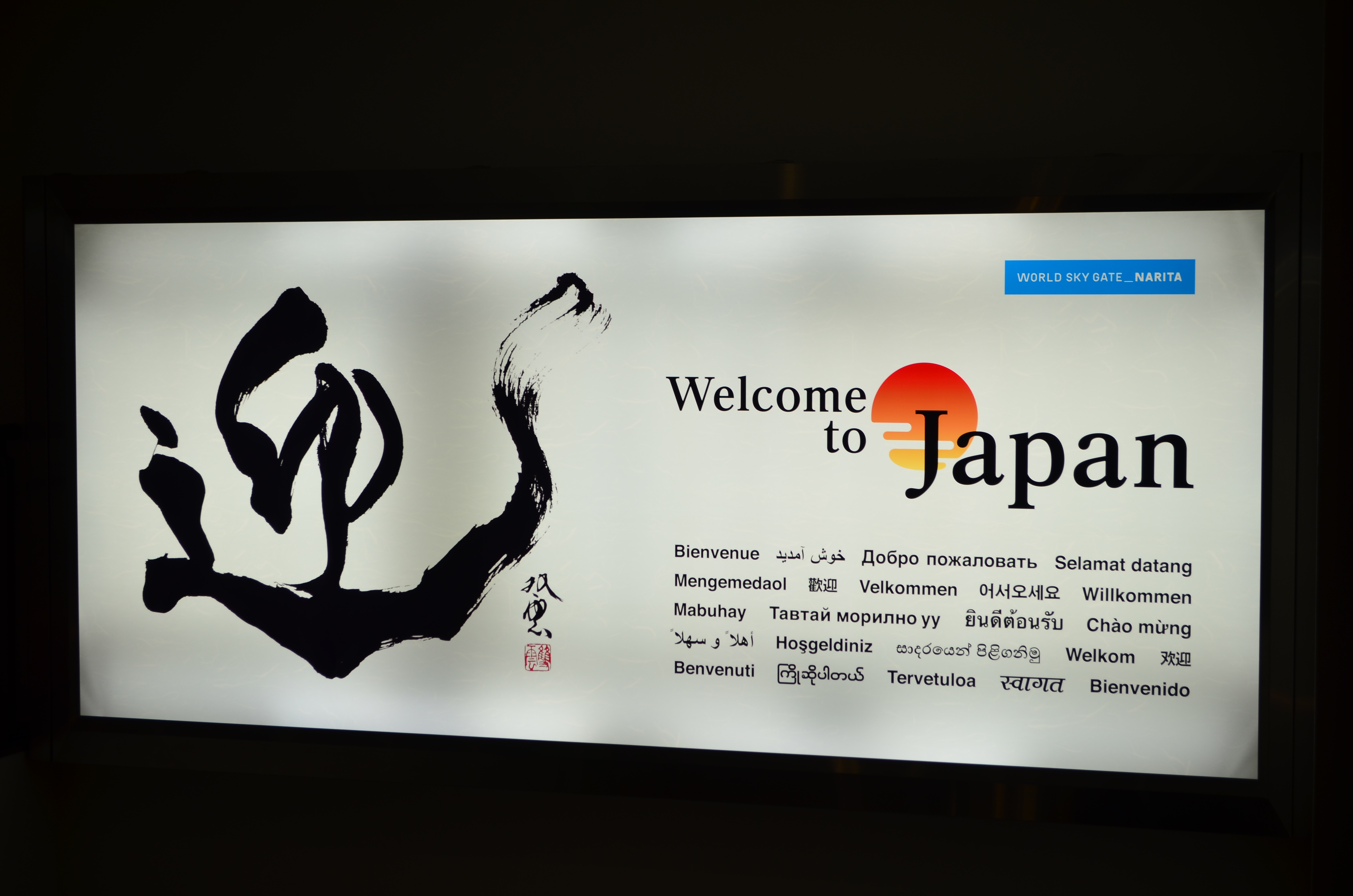
تابلوی خوش‌آمدگویی به بسیاری از زبان‌ها.

فرودگاه بین‌المللی ناریتا (به ژاپنی: 成田国際空港) در شهر چیبا واقع در قسمت جنوب شرقی استان چیبا قرار دارد. این فرودگاه همراه با فرودگاه بین‌المللی هانه دا دو فرودگاهی هستند که امور مربوط به پروازهای داخلی و خارجی توکیو پایتخت ژاپن در آنها انجام می‌شود. فرودگاه ناریتا در سال ۱۹۸۷ میلادی افتتاح شده‌است. 

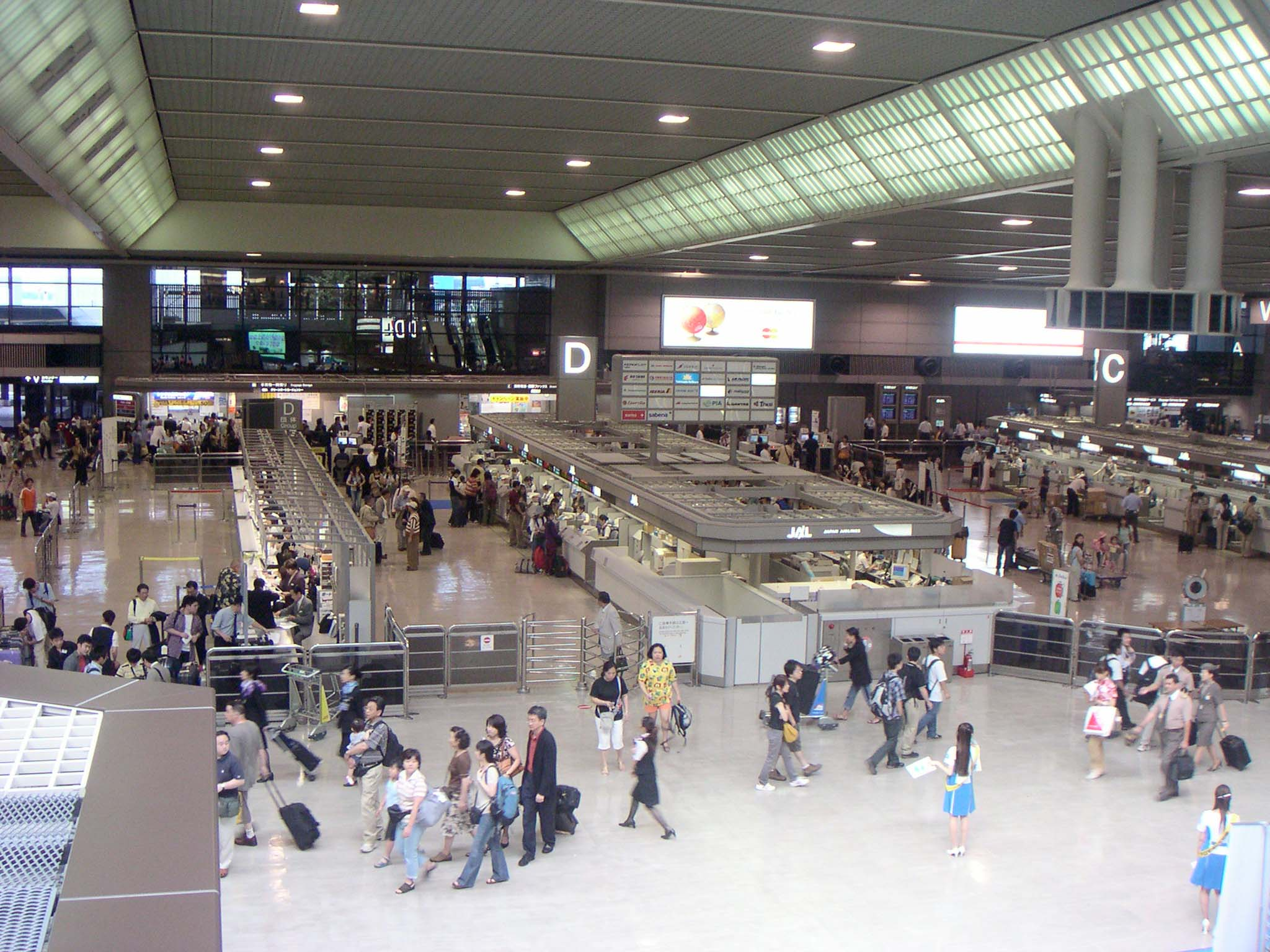
طبقهٔ سوم ترمینال دوی فرودگاه ناریتا.

این فرودگاه دارای دو ترمینال یک و دو است که از هم مجزا هستند. رفت‌وآمد مسافران بین این دو ترمینال توسط وسایل نقلیهٔ رایگان انجام می‌گیرد. زمان طی کردن فاصلهٔ بین این دو ترمینال با اتوبوس فرودگاه در حدود ۱۰ تا ۱۵ دقیقه است.

## ایستگاه قطار فرودگاه ناریتا
این فرودگاه تا مرکز توکیو بین ۵۰ تا ۶۰ کیلومتر فاصله دارد. از ترمینال یک فرودگاه ناریتا تا ایستگاه توکیو در مرکز شهر توکیو، با قطار تند رو ۵۳ دقیقه زمان لازم است.
توسط دو ایستگاه قطاری که در ترمینال یک و دو وجود دارد می‌توان از سه خطوط قطاری که از این ایستگاه‌ها عبور می‌کنند، استفاده کرد. این سه خطوط قطار عبارتند از:
- خطوط قطار ناریتا (به ژاپنی: 成田線).
- خطوط قطار که‌ای‌سه‌ای دن‌ستسو (به ژاپنی: 京成電鉄株式会社 Keisei Electric Railway Co. , Ltd).
- خطوط قطار فرودگاه ناریتا (به ژاپنی: 成田線京成成田空港線).

## خطوط اتوبوسرانی
خطوط اتوبوسرانی مختلفی در این فرودگاه وجود دارند که با رزرو و تهیهٔ بلیط از محل فروش آنها در داخل فرودگاه می‌توان از آنها استفاده کرد.

## شرکت‌های هواپیمایی و مقصدهای پروازی

### مسافری
| شرکت‌های هواپیمایی                       | مقصدهای پروازی |
| --------------------------------------- | --- |
| آئروفلوت                                | شرمتیوو |
| آئروفلوت اجرا توسط آورورا               | ولادی‌وستوک |
| آئرومکزیکو                              | مکزیکو سیتی |
| Air Busan                               | گیمهی، دئگو |
| ایر کانادا                              | کالگری، ونکوور فصلی: پیرسون تورنتو |
| ایر چاینا                               | پکن، چنگدو شوانگلیو، دالیان ژووشویزی، شانگهای پودنگ، تیانجین بینهای |
| ایر فرانس                               | شارل دوگل پاریس |
| ایر ایندیا                              | ایندیرا گاندی |
| ایر ماکائو                              | ماکائو |
| ایر نیوزیلند                            | اوکلند |
| ایر نیوگینی                             | جکسنز |
| ایر تاهیتی نوی                          | فاآ |
| ایرکالین                                | لا تنتوتا |
| آلیتالیا                                | میلانو مالپنسا، لئوناردو دا وینچی-فیومیچینو |
| آل نیپون ایرویز                         | سووارنابومی، پکن، بروکسل، چنگدو شوانگلیو، اوهر شیکاگو، ایندیرا گاندی، دوسلدورف، فوکوئوکا، بایون گوآنگجو، هانگجو ژیاشان، جرج بوش، سوئکارنو-هتا، کوالالامپور، لس‌آنجلس، نینوی آکوئینو، مکزیکو سیتی، چاتراپاتی شیواجی، ناها، جان اف کندی، نیئیگاتا، اوساکا، پنوم‌پن، کینگدائو لیوتینگ، سانفرانسیسکو، سان خوزه، نیو چیتوز، سیاتل-تاکوما، شانگهای پودنگ، شنینگ تخین، چانگی سنگاپور، دالس واشینگتن، ووهان تیانهه، زیامن گائوچی، یانگون                                                                                        |
| آل نیپون ایرویز اجرا توسط ANA Wings     | چوبو سنترایر، سندای |
| آل نیپون ایرویز اجرا توسط ایر ژاپن      | دالیان ژووشویزی، تان سون نهات، هنگ کنگ، بین الملی هونولولو، تائویوان تایوان |
| آل نیپون ایرویز اجرا توسط Ibex Airlines | هیروشیما، کوماتسو |
| امریکن ایرلاینز                         | اوهر شیکاگو، دالاس-فورت ورث، لس‌آنجلس |
| اژیا آتلانتیک ایرلاینز                  | چارتر: سووارنابومی |
| آسیانا ایرلاینز                         | اینچئون |
| آسترین ایرلاینز                         | وین (برقراری مجدد از ۱۶ مه ۲۰۱۸) |
| اطلس ایر                                | چارتر: تد استیونز انکوریج، سینسیناتی/کنتاکی شمالی، جرج بوش |
| بریتیش ایرویز                           | هیترو لندن |
| کاتای پاسیفیک                           | هنگ کنگ، تائویوان تایوان |
| سبو پسیفیک                              | مکتان-کبو، نینوی آکوئینو |
| چاینا ایرلاینز                          | بین الملی هونولولو، گاوشیونگ، تائویوان تایوان |
| هواپیمایی شرقی چین                      | پکن، نانجینگ لوکو، شانگهای پودنگ |
| هواپیمایی جنوبی چین                     | چانگچون لونگییا، چانگشا هوانگهوا، دالیان ژووشویزی، هاربین تایپینگ، شنینگ تخین، ووهان تیانهه، ژنگژو سین‌ژنگ |
| دلتا ایرلاینز                           | هارتسفیلد-جکسون آتلانتا، متروپولیتن شهرستان وین دیترویت، انتونیو بی وان پت، بین الملی هونولولو، رومن ت‌متچول، نینوی آکوئینو، پورتلند، سایپن، سیاتل-تاکوما، شانگهای پودنگ، چانگی سنگاپور |
| ایستار جت                               | اینچئون |
| هواپیمایی مصر                           | قاهره (برقراری مجدد از ۲۹ اکتبر ۲۰۱۷) چارتر: لوکسار |
| هواپیمایی امارات                        | دوبی |
| هواپیمایی اتیوپی                        | بوول، هنگ کنگ |
| هواپیمایی اتحاد                         | ابوظبی |
| اوا ایر                                 | گاوشیونگ، تائویوان تایوان |
| فن‌ایر                                   | هلسینکی |
| گارودا ایندونزیا                        | انگوراه رای |
| هاینان ایرلاینز                         | شی‌آن شیان‌یانگ |
| Hawaiian Airlines                       | بین الملی هونولولو |
| هنگ کنگ ایرلاینز                        | هنگ کنگ |
| هنگ کنگ اکسپرس                          | هنگ کنگ |
| ایبریا ایرلاین                          | مادرید-باراخاس |
| اندونزی ایرآسیا ایکس                    | انگوراه رای |
| خطوط هوایی ژاپن                         | سووارنابومی، پکن، لوگان، گیمهی، اوهر شیکاگو، دالیان ژووشویزی، دالاس-فورت ورث، ایندیرا گاندی، فرانکفورت، فوکوئوکا، انتونیو بی وان پت، نوا به، هلسینکی، تان سون نهات، هنگ کنگ، بین الملی هونولولو، سوئکارنو-هتا، کونا (آغاز از ۱۷ سپتامبر ۲۰۱۷)، گاوشیونگ، کوالالامپور، لس‌آنجلس، نینوی آکوئینو، ملبورن (آغاز از ۱ سپتامبر ۲۰۱۷)، دوموده‌دوو، چوبو سنترایر، جان اف کندی، اوساکا، سن دیه‌گو، نیو چیتوز، اینچئون (پایان در ۲۴ مارس ۲۰۱۸)، شانگهای پودنگ، چانگی سنگاپور، سیدنی، تائویوان تایوان، ونکوور فصلی: شارل دوگل پاریس |
| ججو ایر                                 | گیمهی، اینچئون |
| جت‌استار                                 | کنز، گولد کوست |
| Jetstar Japan                           | فوکوئوکا، هنگ کنگ، کاگوشیما، کوماموتو، ماتسویاما، ناها، اویتا، کانزای، نیو چیتوز، شانگهای پودنگ، تائویوان تایوان، تاکاماتسو فصلی: نینوی آکوئینو |
| Jin Air                                 | اینچئون |
| کاال‌ام                                  | اسخیپول آمستردام |
| کورین ایر                               | گیمهی، بین الملی هونولولو، ججو، اینچئون |
| لوت پولیش ایرلاینز                      | شوپن ورشو |
| مالزی ایرلاینز                          | کوتا کینابالو، کوالالامپور |
| میات مونگولین ایرلاینز                  | بویانت-اوخا |
| نوک‌اسکوت                                | چارتر فصلی: دن موئنگ |
| Omni Air International                  | چارتر: تد استیونز انکوریج |
| هواپیمایی بین‌المللی پاکستان             | پکن، بینظیر بوتو، اقبال لاهوری |
| Peach                                   | فوکوئوکا, کانزای |
| فیلیپین ایرلاینز                        | مکتان-کبو، نینوی آکوئینو |
| کانتاس                                  | بریزبن، ملبورن |
| هواپیمایی قطر                           | حمد |
| اس۷ ایرلاینز                            | خاباروفسک ناوی، ولادی‌وستوک |
| هواپیمایی اسکاندیناوی                   | کپنهاگ فصلی: فلسلند برگن |
| Scoot                                   | دن موئنگ، چانگی سنگاپور، تائویوان تایوان |
| شنژن ایرلاینز                           | شنژن بن |
| سیچوان ایرلاینز                         | چنگدو شوانگلیو |
| سنگاپور ایرلاینز                        | لس‌آنجلس، چانگی سنگاپور |
| Spring Airlines Japan                   | چنگچینگ ییانگبی، هاربین تایپینگ، هیروشیما، کانزای، سگا، نیو چیتوز، تیانجین بینهای، ووهان تیانهه |
| سریلانکان ایرلاینز                      | باندرانیکی |
| سوئیس اینترنشنال ایرلاینز               | زوریخ |
| تای ایرآسیا ایکس                        | دن موئنگ |
| تای ایرویز اینترنشنال                   | سووارنابومی |
| تایگرایر تایوان                         | گاوشیونگ، تائویوان تایوان |
| ترکیش ایرلاینز                          | آتاترک |
| تی وی ایرلاینز                          | دئگو، ججو (آغاز از ۲ سپتامبر ۲۰۱۷)، اینچئون |
| یونایتد ایرلاینز                        | اوهر شیکاگو، دنور، انتونیو بی وان پت، بین الملی هونولولو، جرج بوش، لس‌آنجلس، لیبرتی نیوآرک، سانفرانسیسکو، اینچئون (پایان در ۲۷ اکتبر ۲۰۱۷)، دالس واشینگتن |
| ازبکستان ایرویز                         | تاشکند |
| Vanilla Air                             | امامی، مکتان-کبو، تان سون نهات، هاکوداته، هنگ کنگ، کانزای، گاوشیونگ، ناها، نیو چیتوز، تائویوان تایوان |
| ویتنام ایرلاینز                         | دا نانگ، نوا به، تان سون نهات |
| ژیامن ایرلاینز                          | فوژو چنگل (برقراری مجدد از ۲۰ اوت ۲۰۱۷)، زیامن گائوچی |
| یاکوتیا ایرلاینز                        | یوژنو-ساخالینسک فصلی: خاباروفسک ناوی، پتروپاولوفسک/سیبون، یاکوتسک |

### باری

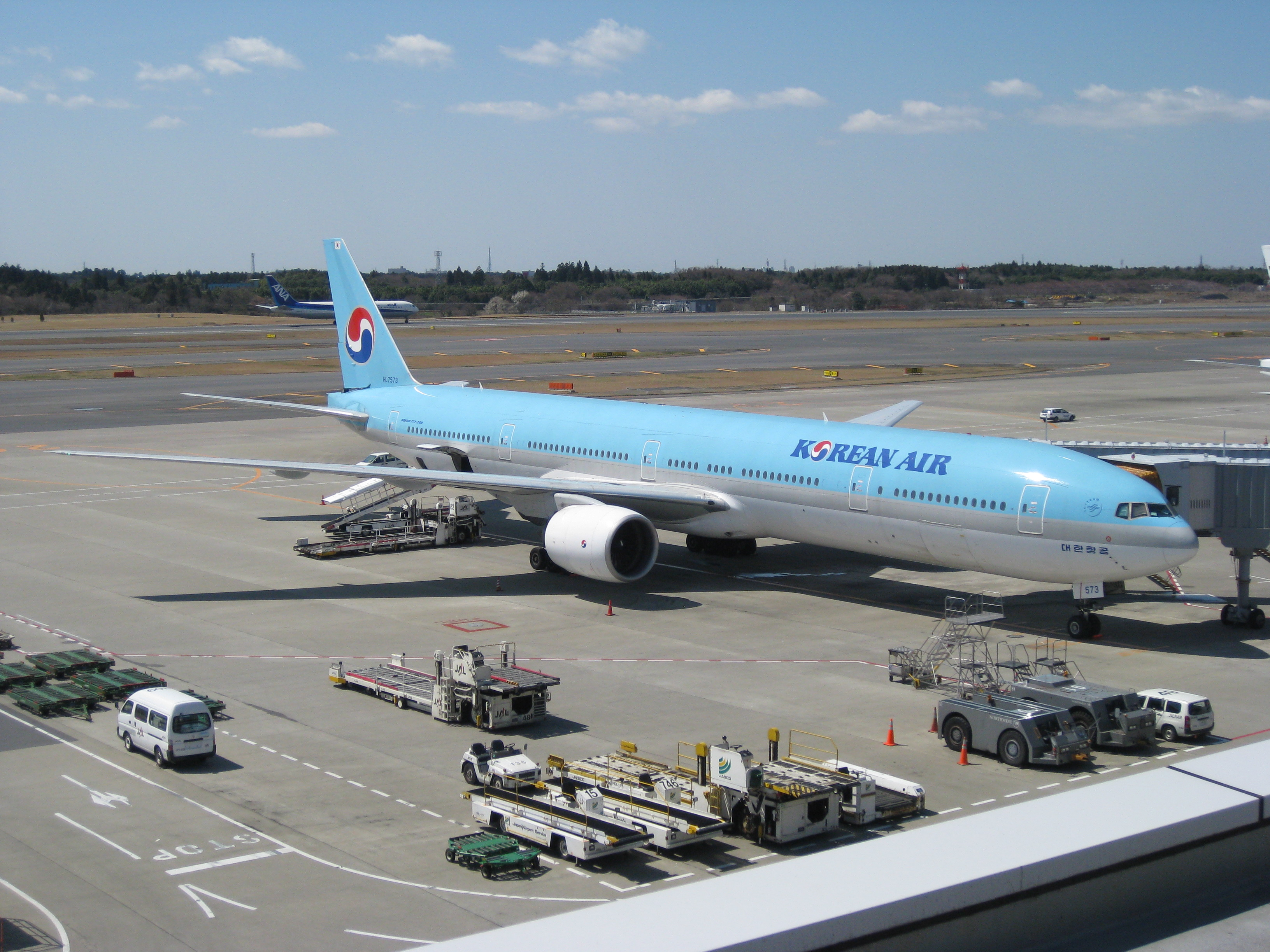
A کورین ایر بوئینگ ۷۷۷ at Narita International Airport

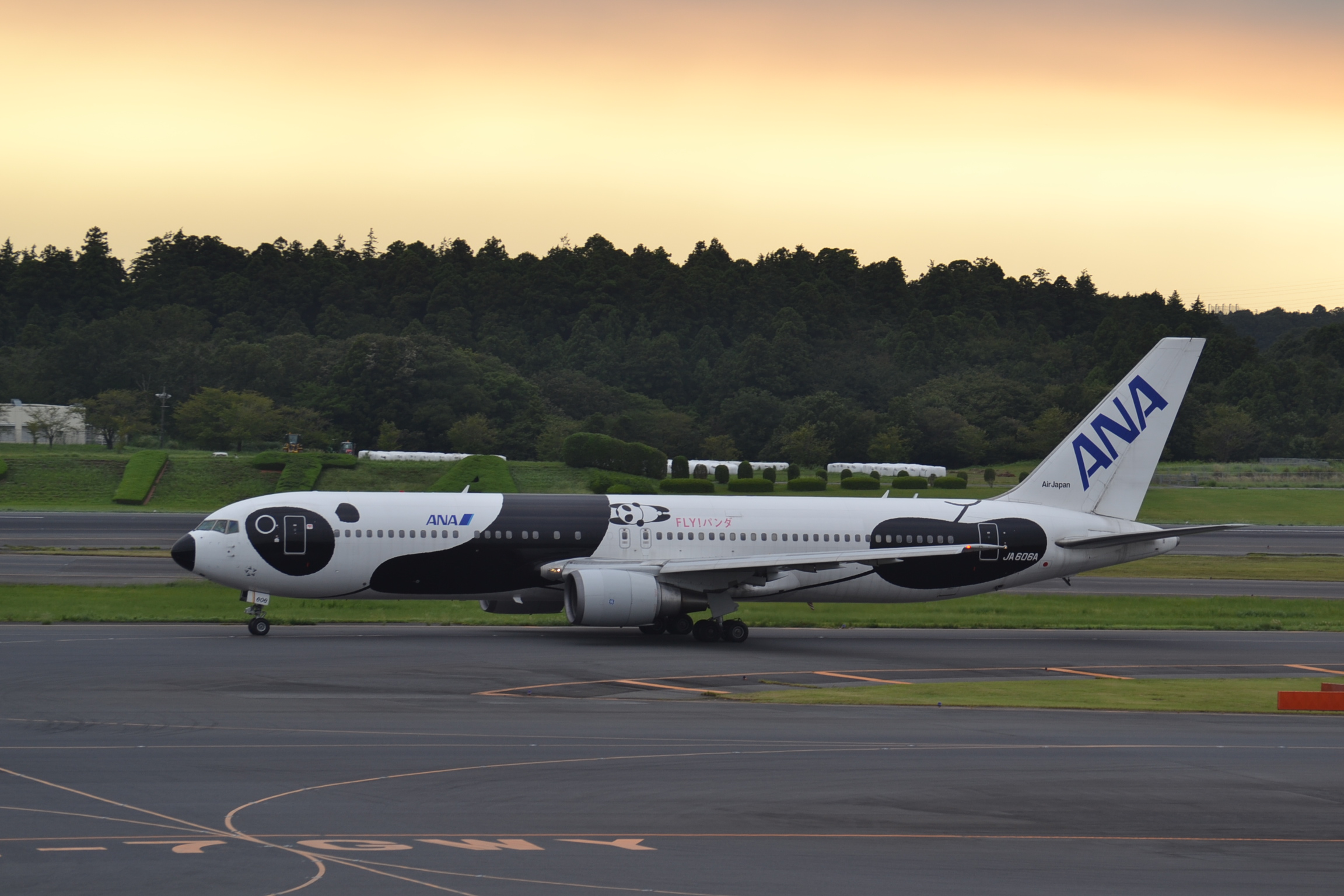
An آل نیپون ایرویز بوئینگ ۷۶۷ in panda livery

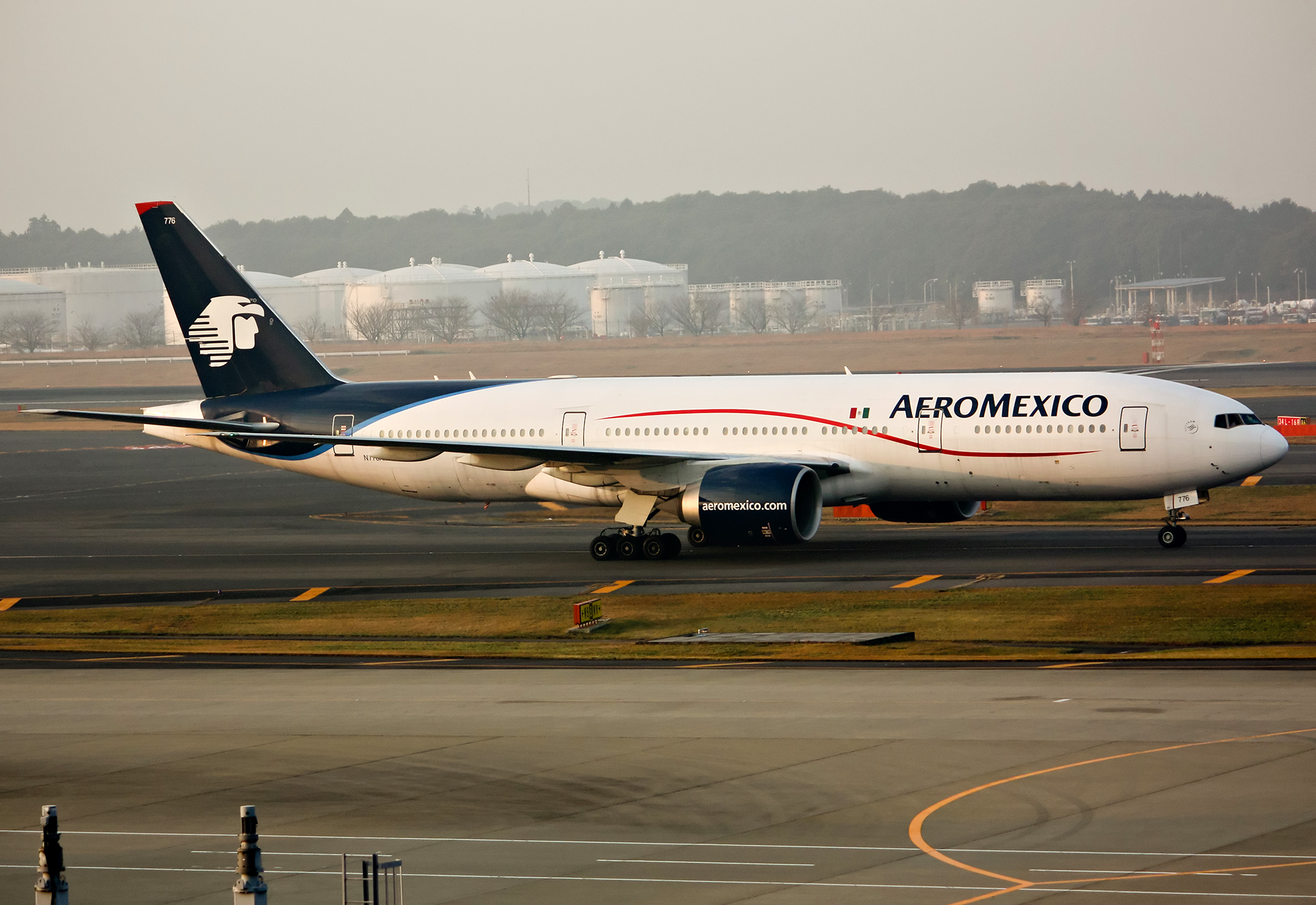
An آئرومکزیکو بوئینگ ۷۷۷ at Narita International Airport

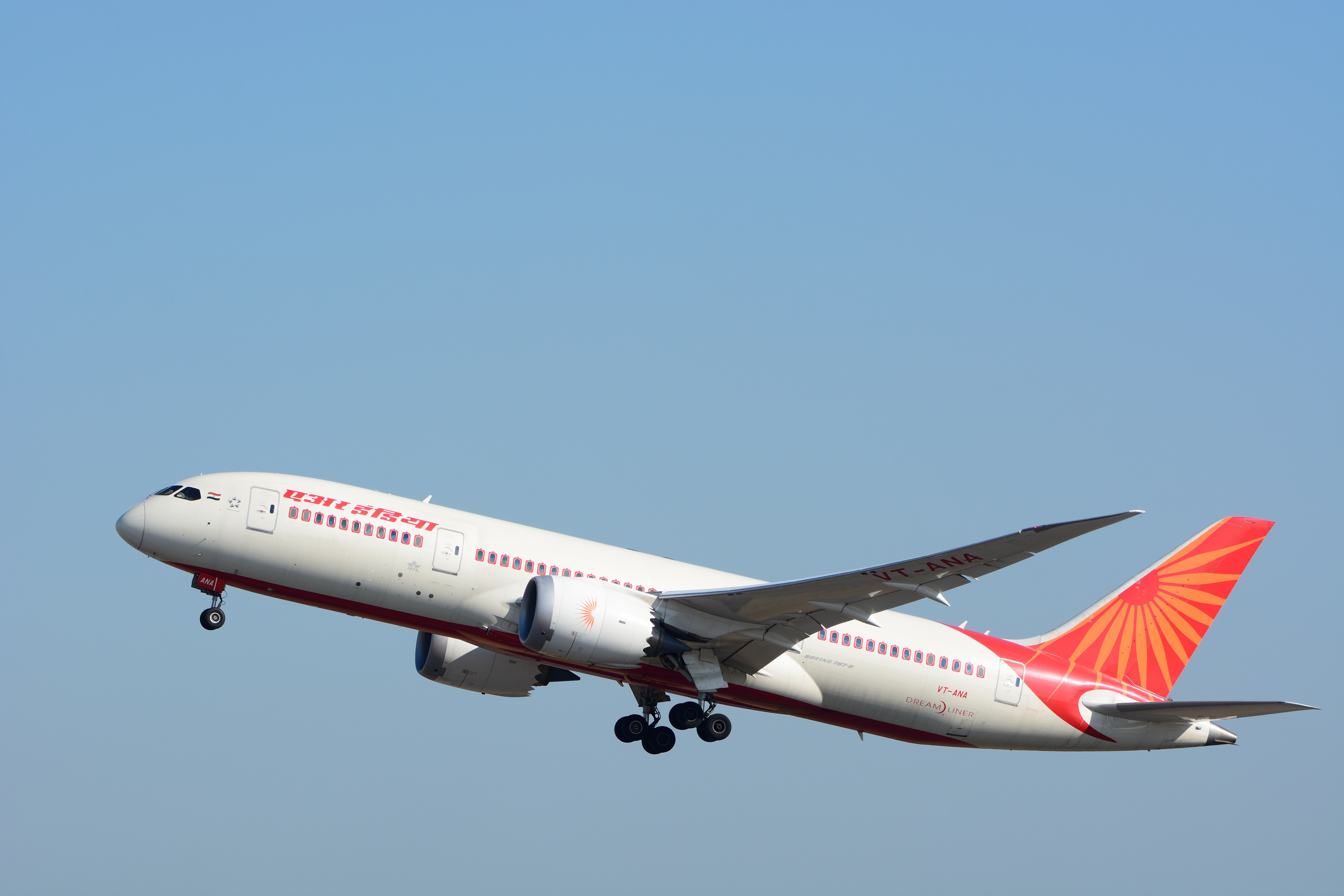
An ایر ایندیا بوئینگ ۷۸۷ دریم‌لاینر departing from Narita International Airport.

| شرکت‌های هواپیمایی                       | مقصدهای پروازی |
| --------------------------------------- | --- |
| Air China Cargo                         | پکن، شانگهای پودنگ |
| ایر فرانس                               | شارل دوگل پاریس |
| ایر هنگ‌کنگ                              | هنگ کنگ |
| AirBridgeCargo Airlines                 | اسخیپول آمستردام، شرمتیوو |
| آل نیپون ایرویز                         | سووارنابومی، پکن، دالیان ژووشویزی، هنگ کنگ، سوئکارنو-هتا، ناها، کانزای، اینچئون، شانگهای پودنگ، چانگی سنگاپور، تائویوان تایوان، زیامن گائوچی                                                                   |
| آسیانا ایرلاینز                         | اینچئون |
| گارودا ایندونزیا                        | سوئکارنو-هتا |
| کاتای پاسیفیک                           | هنگ کنگ |
| چاینا ایرلاینز                          | تائویوان تایوان |
| چاینا کارگو ایرلاینز                    | شانگهای پودنگ |
| هواپیمایی جنوبی چین                     | پکن، بایون گوآنگجو |
| دی‌اچ‌ال اوییشن اجرا توسط اطلس ایر        | سینسیناتی/کنتاکی شمالی |
| دی‌اچ‌ال اوییشن اجرا توسط Southern Air    | تد استیونز انکوریج، اوهر شیکاگو، اینچئون |
| دی‌اچ‌ال اوییشن اجرا توسط پولار ایر کارگو | سینسیناتی/کنتاکی شمالی |
| دی‌اچ‌ال اوییشن اجرا توسط کالیتا ایر      | تد استیونز انکوریج، هنگ کنگ |
| امارات اسکای‌کارگو                       | آل مکتوم |
| اوا ایر                                 | تائویوان تایوان |
| فدکس اکسپرس                             | تد استیونز انکوریج، بایون گوآنگجو، ممفیس، اوکلند |
| هنگ کنگ ایرلاینز                        | هنگ کنگ |
| کاال‌ام                                  | اسخیپول آمستردام |
| کورین ایر                               | اینچئون |
| لوفت‌هانزا کارگو                         | فرانکفورت |
| ام‌ای‌اس کارگو                            | ثنای، کوالالامپور، پنانگ |
| نشنال ایرلاینز                          | تد استیونز انکوریج |
| نیپون کارگو ایرلاینز                    | اسخیپول آمستردام، تد استیونز انکوریج، سووارنابومی، پکن، اوهر شیکاگو، دالاس-فورت ورث، هنگ کنگ، لس‌آنجلس، میلانو مالپنسا، چوبو سنترایر، جان اف کندی، کانزای، سانفرانسیسکو، اینچئون، شانگهای پودنگ، تیانجین بینهای |
| سنگاپور ایرلاینز کارگو                  | سووارنابومی، چانگی سنگاپور |
| سوئیس اینترنشنال ایرلاینز               | زوریخ |
| تای ایرویز اینترنشنال                   | سووارنابومی، تائویوان تایوان |
| Uni-Top Airlines                        | ووهان تیانهه |
| یوپی‌اس ایرلاینز                         | کلارک، لوئیویل، انتاریو، شانگهای پودنگ |
| یانگتزه ریور اکسپرس                     | شانگهای پودنگ |
| Yanda Airlines                          | سووارنابومی |